# Daniel Dennis

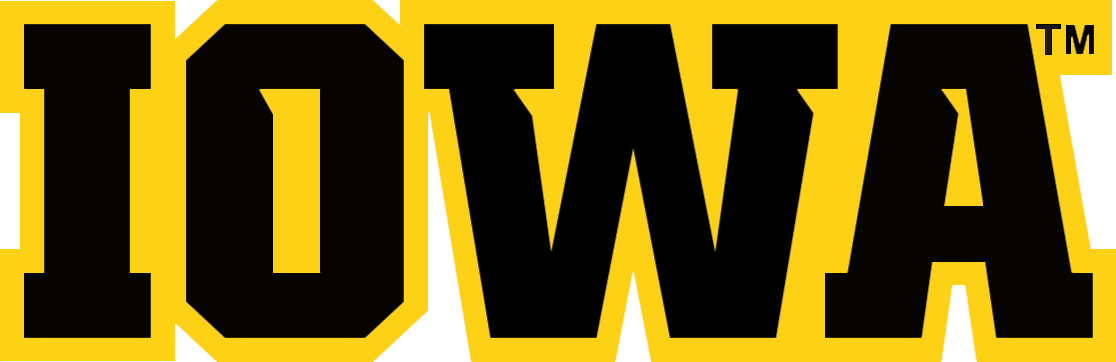
Zawodnik Iowa Hawkeyes

Daniel Paul Dennis-Kengott (ur. 24 września 1986) – amerykański zapaśnik walczący w stylu wolnym. Olimpijczyk z Rio de Janeiro 2016, gdzie zajął dziewiętnaste miejsce w kategorii 57 kg.
Czwarty w Pucharze Świata w 2016 roku.
Zawodnik Grant Community High School z Fox Lake i University of Iowa. Dwa razy All-American (2009, 2010) w NCAA Division I, drugi w 2010; siódmy w 2009 roku.